# Grabno (Petite-Pologne)
Pour les articles homonymes, voir Grabno.
Grabno est une localité polonaise de la gmina de Wojnicz, située dans le powiat de Tarnów en voïvodie de Petite-Pologne.